# Campodorus maculicollis
Campodorus maculicollis là một loài tò vò trong họ Ichneumonidae.